# Malfa
Malfa là một đô thị ở trên đảo Salina, Isole Eolie, thuộc tỉnh Messina trong vùng Sicilia của Italia, có vị trí cách khoảng 140 km về phía đông bắc của Palermo và vào khoảng 80 km về phía tây bắc của Messina. 
Tại thời điểm ngày 31 tháng 12 năm 2004, đô thị này có dân số 871 người và diện tích là 8,9 km².
Malfa giáp các đô thị: Leni, Santa Marina Salina.

## Tham khảo

Malfa

Pollara